# Popov (Jáchymov)
Popov (německy Pfaffengrün) u Jáchymova je zaniklá obec starší než Jáchymov. Dělila se na Horní Popov a Dolní Popov. První písemné zmínky o osadě pochází již ze třináctého století, kdy je uváděna jako majetek premonstrátského kláštera v Teplé. V minulosti byla osada proslavená svým pomocí unikátní receptury vyráběným kozím sýrem, který obyvatelé společně prodávali na trhu v Karlových Varech. V roce 1890 měla ves 12 domů s asi stovkou obyvatel. Důvodem zániku obce byl odsun obyvatel německé národnosti.
Obec dnes připomínají pouze památné stromy a ruiny budov. V blízkosti zaniklé osady se nachází Popovský špičák – čedičová skála (752 m n. m.), ze které je pěkný výhled do podhůří Krušných hor a na pás Doupovských hor. Na kopci se nacházel tzv. Popovský kříž. Byla zde také barokní kaple Panny Marie Královny, jejíž základy byly v roce 2019 dobře patrné. Zdaleka viditelný velký kříž na hoře (dříve Popovský kříž, v padesátých letech překřtěný na Popovskou hvězdu) byl stržen v roce 1950.

## Obyvatelstvo
Při sčítání lidu v roce 1921 zde žilo 81 obyvatel (z toho čtyřicet mužů) německé národnosti a římskokatolického vyznání. Podle sčítání lidu z roku 1930 měla vesnice 88 obyvatel s nezměněnou národnostní a náboženskou strukturou.

## Popovské památné stromy
- Dolní Popovská lípa na místě bývalé dolní návsi,
- Horní Popovská lípa na místě bývalé horní návsi,
- Popovský jasan a
- Popovská bříza.